# Iris nusairiensis
Iris nusairiensis är en irisväxtart som beskrevs av Paul Mouterde. Iris nusairiensis ingår i släktet irisar, och familjen irisväxter. Inga underarter finns listade i Catalogue of Life.